# Alpaida wenzeli
Alpaida wenzeli là một loài nhện trong họ Araneidae.
Loài này thuộc chi Alpaida. Alpaida wenzeli được Eugène Simon miêu tả năm 1897.